# Acacia reticulata
Acacia reticulata é uma espécie de leguminosa do gênero Acacia, pertencente à família Fabaceae.